# Dobieszewo (województwo kujawsko-pomorskie)
Dobieszewo – wieś w Polsce położona w województwie kujawsko-pomorskim, w powiecie nakielskim, w gminie Kcynia.

## Podział administracyjny
| SIMC    | Nazwa        | Rodzaj |
| ------- | ------------ | ------ |
| 1029490 | Karłowo      | osada  |
| 1029543 | Skoczka Młyn | osada  |

W latach 1954–1961 wieś należała i była siedzibą władz gromady Dobieszewo, po jej zniesieniu w gromadzie Chwaliszewo. W latach 1975–1998 miejscowość administracyjnie należała do województwa bydgoskiego.

## Demografia
Według Narodowego Spisu Powszechnego (III 2011 r.) liczyła 358 mieszkańców. Jest czwartą co do wielkości miejscowością gminy Kcynia.

## Zabytki
Według rejestru zabytków NID na listę zabytków wpisany jest zespół dworski z 2. połowy XIX w., nr rej.: A/354/1-3 z 15.03.1993:
- dwór
- gorzelnia, około lat 1897-1900
- park